# اتودولاک
اتودولاک یا لودین یک داروی ضد التهاب غیراستروئیدی (NSAID) است.
این دارو در سال ۱۹۷۱ ثبت اختراع شد و در سال ۱۹۸۵ مورد استفاده پزشکی قرار گرفت. این دارو در سال ۱۹۹۱ در ایالات متحده تصویب شد.

## مصارف پزشکی

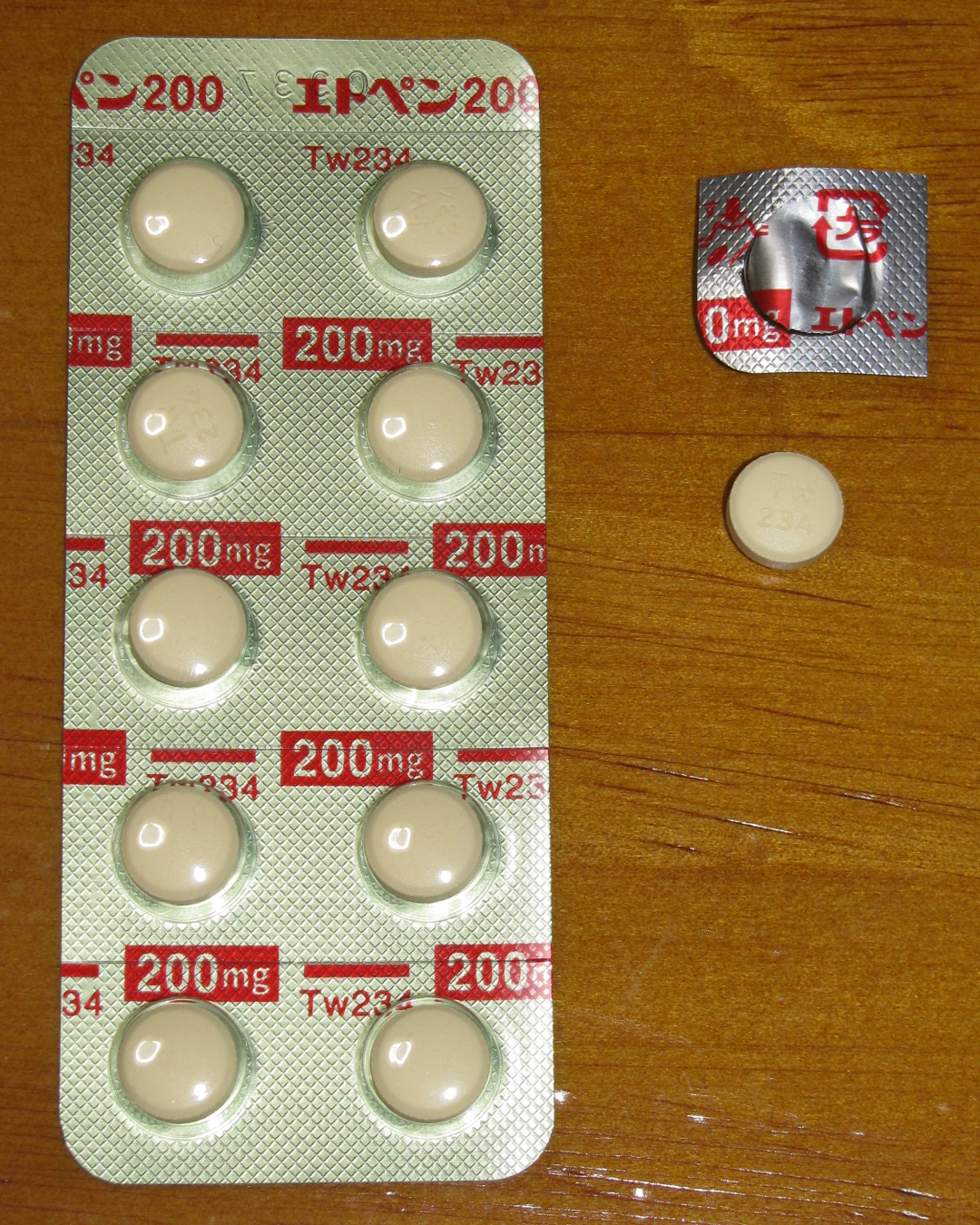
نمایی از داروی اتودولاک

NSAIDها برای کنترل درد خفیف تا متوسط، تب و التهاب به کار می‌روند. این ترکیبات با کاهش سطح پروستاگلاندین‌ها که مواد شیمیایی مسئول درد و تب و حساسیت همراه با التهاب هستند فعالیت می‌کنند. اتودولاک سیکلواکسیژناز را مسدود می‌کند (به اختصار آنزیم‌های COX) که پروستانوئیدها را تشکیل می‌دهند و در نتیجه غلظت پروستاگلاندین‌ها کمتر می‌شود. در نتیجه التهاب، درد و تب کاهش می‌یابد.
مطالعات پس از بازاریابی نشان داد که مهار اتودولاک سیکلواکسیژناز تا حدی COX-2 انتخابی و شبیه سلکوکسیب و سایر مهارکننده انتخابی کوکس۲ است. بر خلاف روفکوکسیب، هم اتودولاک و هم سلکوکسیب به طور کامل می‌توانند مانع از COX-1 شوند و با داشتن انتخاب ترجیحی به سمت COX-2 تعیین شده‌اند. R-انانتیومر از اتودولاک در برابر آنزیم COX غیرفعال است، اما بتا-کاتنین سطحی در سلول‌های کبدی را مهار می‌کند.
در انگلستان، اتودولاک مجوز درمان التهاب و درد ناشی از آرتروز و روماتیسم مفصلی را دارد.

## کارکرد
بیمارانی که سابقه حملات آسم، کهیر یا سایر واکنش‌های آلرژیک به آسپرین یا سایر NSAIDها را دارند، باید از مصرف اتودولاک خودداری کنند. واکنش‌های آلرژیک نادر اما شدید در چنین افرادی گزارش شده است. همچنین باید توسط بیماران مبتلا به زخم معده یا عملکرد ضعیف کلیه پرهیز شود، زیرا این دارو می‌تواند هر دو وضعیت را بدتر کند. اتودولاک در بیمارانی که داروهای رقیق‌کننده خون (داروهای ضدانعقاد خون) مانند وارفارین (کومادین) مصرف می‌کنند باید با احتیاط مصرف شوند. زیرا خطر خونریزی را افزایش می‌دهد. بیمارانی که هم لیتیم و هم اتودولاک مصرف می‌کنند ممکن است دچار افزایش لیتیم خون شوند که خطرناک است. افزون بر این مشخص شده است که اتودولاک با برخی از داروهای ضد افسردگی، مانند سرترالین یا فلوکستین که می‌توانند خطر سکته، حمله قلبی و سایر بیماری‌های قلبی عروقی را افزایش‌دهند، تداخل می‌کند. این دارو در بیمارانی که از سیکلوسپورین (Sandimmune) استفاده می‌کنند نیز می‌توانند مسمومیت کلیه ایجاد کند. استفاده در کودکان به اندازه کافی مورد مطالعه قرار نگرفته است. اتودولاک عادت ساز نیست. به دلیل تداخل خفیف در انعقاد خون که مشخصه این گروه از داروها است، NSAIDها باید پیش از جراحی انتخابی قطع شوند. اتودولاک بهتر است دست‌کم چهار روز پیش از جراحی قطع شود. متابولیت‌های اتودولاک همچنین ممکن است در آزمایش آنالیز ادرار منجر به نتیجه مثبت کاذب بیلی‌روبین شود.

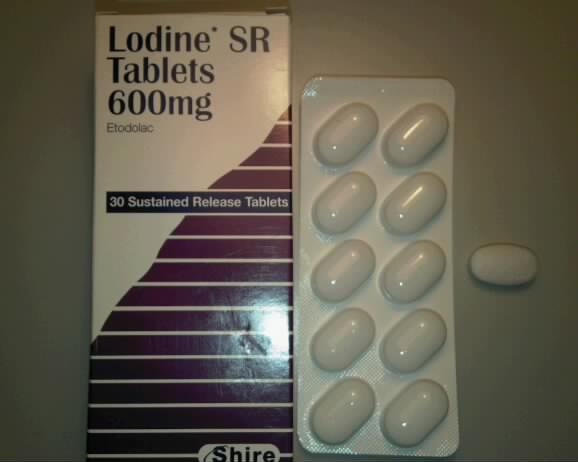
جعبه، نوار و قرص اتودولاک (Lodine SR) ۶۰۰ میلی‌گرم

## بارداری و پرستاری
از مصرف اتودولاک به طور کلی در دوران بارداری و شیردهی پرهیز شود. NSAIDها ممکن است در دوران بارداری اثرات سو قلبی عروقی در جنین ایجاد کنند.
در اکتبر ۲۰۲۰ سازمان غذا و داروی آمریکا (FDA) برای توصیف خطر مشکلات کلیوی در نوزادان متولد نشده که منجر به کمبود مایع آمنیوتیک می‌شود، لازم است که برچسب دارو برای همه داروهای ضدالتهاب غیراستروئیدی به روز شود. آنها توصیه می‌کنند از مصرف داروهای NSAID در زنان باردار در هفته ۲۰ یا پس از آن در بارداری خودداری شود.

## نام‌های تجاری
اتودولاک توسط Almirall Limited با نام تجاری Lodine SR و توسط Meda Pharmaceuticals با نام Eccoxolac شناخته می‌شود. اتودولاک عمومی نیز موجود است.
این دارو همچنین با چندین نام تجاری دیگر به فروش می‌رسد، از جمله:
- "Etogesic" (هند)
- Etova (هند)
- Dualgan (پرتغال)
- Etodin (کره جنوبی)
- Etofree (هند)
- Etopan (اسرائیل)
- Flancox ® [۱۲] (برزیل)
- Haipen (ژاپن)
- Lodine (فرانسه، سوئیس، ایالات متحده آمریکا)
- Proxym (S Etodolac) (هند)
- Etol (ترکیه)
- Lonine (تایوان)
- Etodine (مصر)
- Dolarit (ترکیه)
- Etodin fort (بلغارستان)